# Humbertiellina
Humbertiellina – podplemię modliszek z rodziny Gonypetidae i podrodziny Gonypetinae.

## Morfologia i zasięg
Modliszki osiągające niewielkie jak na przedstawicieli rzędu rozmiary ciała. Budowę mają zaadaptowaną do bytowania na korze. Ciało jest spłaszczone grzbietowo-brzusznie. Za kamuflaż służy marmurkowane ubarwienie, skutkujące brakiem możliwości odróżniania samców od samic po ciemniejszych udach odnóży chwytnych. Głowa dysponuje długimi czułkami. Rozszerzenia krawędzi przedplecza zasłaniają rozszerzenia nadbiodrowe tułowia. Uda przedniej pary w pozycji spoczynkowej niemal idealnie dopasowane są grzbietowymi krawędziami do bocznych brzegów przedplecza. U rodzaju nominatywnego zachowana jest krótkoskrzydłość samic, natomiast u pozostałych rodzajów są one długoskrzydłe, podobnie jak samce.
Przedstawiciele plemienia zamieszkują wyłącznie orientalną część Azji.

## Taksonomia
Takson ten wprowadzony został w 1893 roku przez Karla Brunnera von Wattenwyla na łamach „Annali del Museo di Storia Naturale di Genova” pod nazwą Humbertiellae. Uprzednio modliszki te umieszczane były w legionie Gonatistites lub Gonatistides. W systemach Ermanna Giglio-Tosa z 1919 i 1927 roku grupa Humbertiellae klasyfikowana była w podrodzinie Eremiaphilinae w obrębie modliszkowatych, natomiast w systemie Antona Handlirscha z 1930 roku grupa ta umieszczona została wśród Mantinae. W systemach Maxa Beiera z 1935 i 1964 roku takson ten nie był wyróżniany i modliszki te umieszczano najpierw w plemieniu Liturgusini w obrębie Mantinae, a potem w podrodzinie Liturgusinae w obrębie Mantidae. Przywrócono go w systemie Christiana J. Schwarza i Rogera Roya z 2019 roku jako jedno z czterech podplemion plemienia Gonypetini w podrodzinie Gonypetinae.
Podplemię obejmuje 21 opisanych gatunków, sklasyfikowanych w trzech rodzajach:
- Humbertiella Saussure, 1869
- Paratheopompa Schwarz et Ehrmann, 2017
- Theopompa Stal, 1877